# Kantongerecht Oostburg

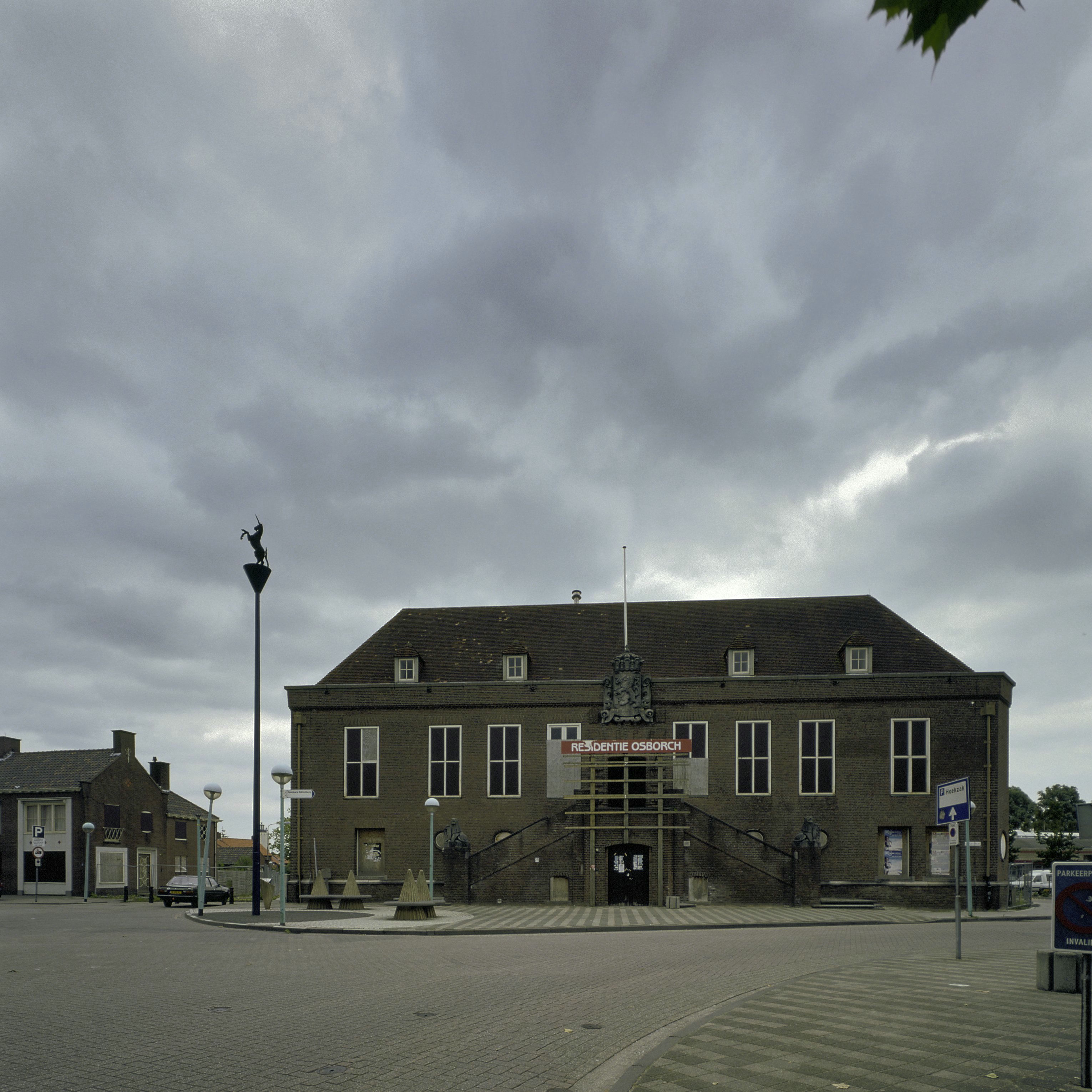
Voorgevel van het voormalige Rijkskantorengebouw annex kantongerecht van Oostburg.

Het kantongerecht Oostburg was van 1838 tot 1994 een van de kantongerechten in Nederland. Bij de oprichting was Oostburg het vierde kanton van het arrondissement Middelburg. Het was een van de laatste kantons die werden opgeheven voordat het kantongerecht in 2002 als zelfstandig gerecht verdween. Het zetelde jarenlang in het gemeentehuis van Oostburg totdat dit in 1944 door oorlogsgeweld werd verwoest. In 1953 kreeg het een eigen gebouw.